# Lớp Miệng đốt
Lớp Miệng đốt (danh pháp khoa học: Merostomata) là một lớp động vật biển trong phân ngành động vật chân kìm (Chelicerata), trong đó bao gồm các loài sam và bò cạp biển. Nó chỉ bao gồm 4-5 loài còn sinh tồn hiện nay nhưng có hàng chục loài hóa thạch, chủ yếu trong đại Cổ sinh. Một số tác giả ưa thích việc loại bỏ thuật ngữ lớp Merostomata, và chia nó thành 2 lớp, có danh pháp tương ứng là Xiphosura và Eurypterida. Điều này là do Merostomata được coi là nhóm cận ngành, với Eurypterida có quan hệ họ hàng gần gũi hơn với nhóm hình nhện (Arachnida), để tạo ra nhóm Cryptopneustida (Boudreaux, 1979). Thay đổi này vẫn chưa được hợp nhất trong nhiều tài liệu sinh học, nhưng trong đó thông thường người ta đề cập tới "Merostomata" nhưng không có dẫn chiếu gì tới nhóm Eurypterida.
Các loài trong nhóm Merostomata là duy nhất trong phân ngành động vật chân kìm có các mắt kép; trong khi nhóm hình nhện lại đã đánh mất các mắt kép trước-bên phát triển đầy đủ như của các động vật chân khớp tổ tiên của chúng.

## Hình ảnh

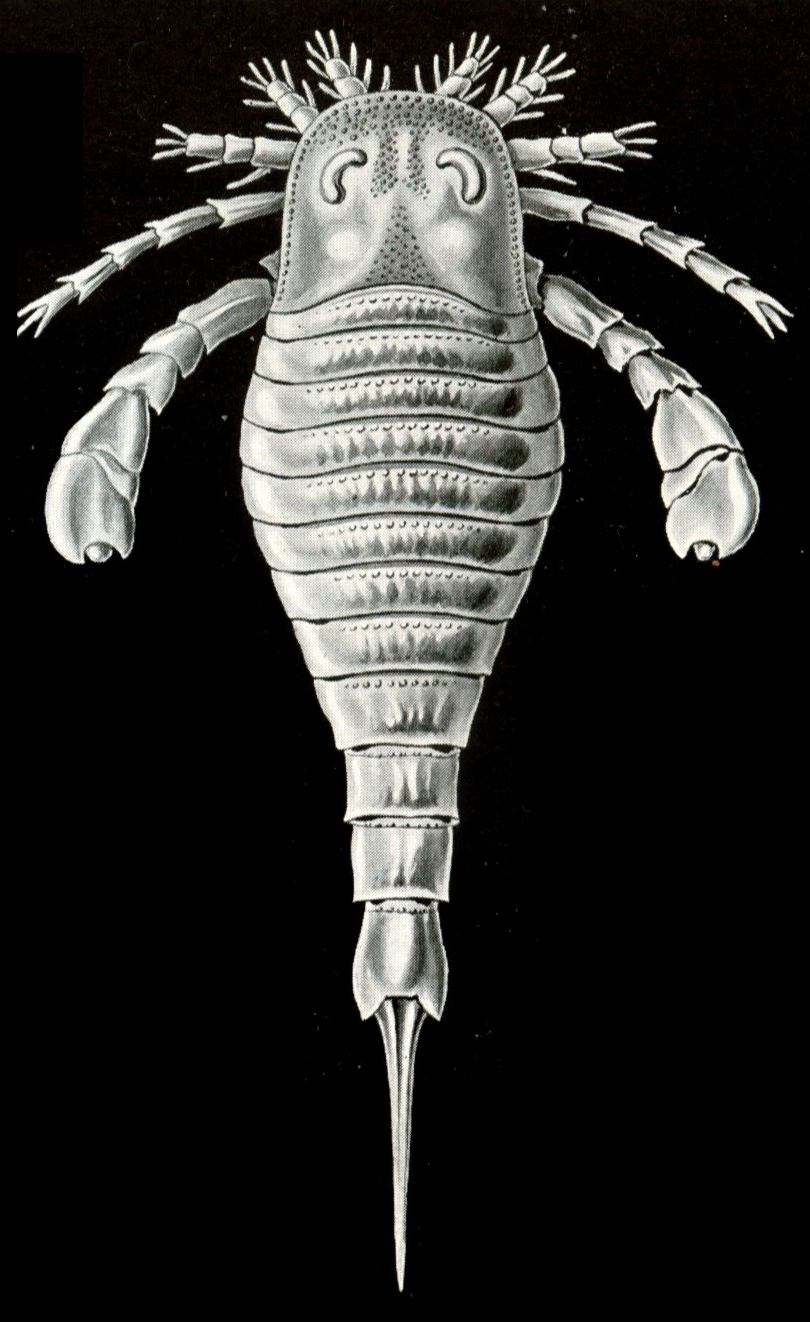
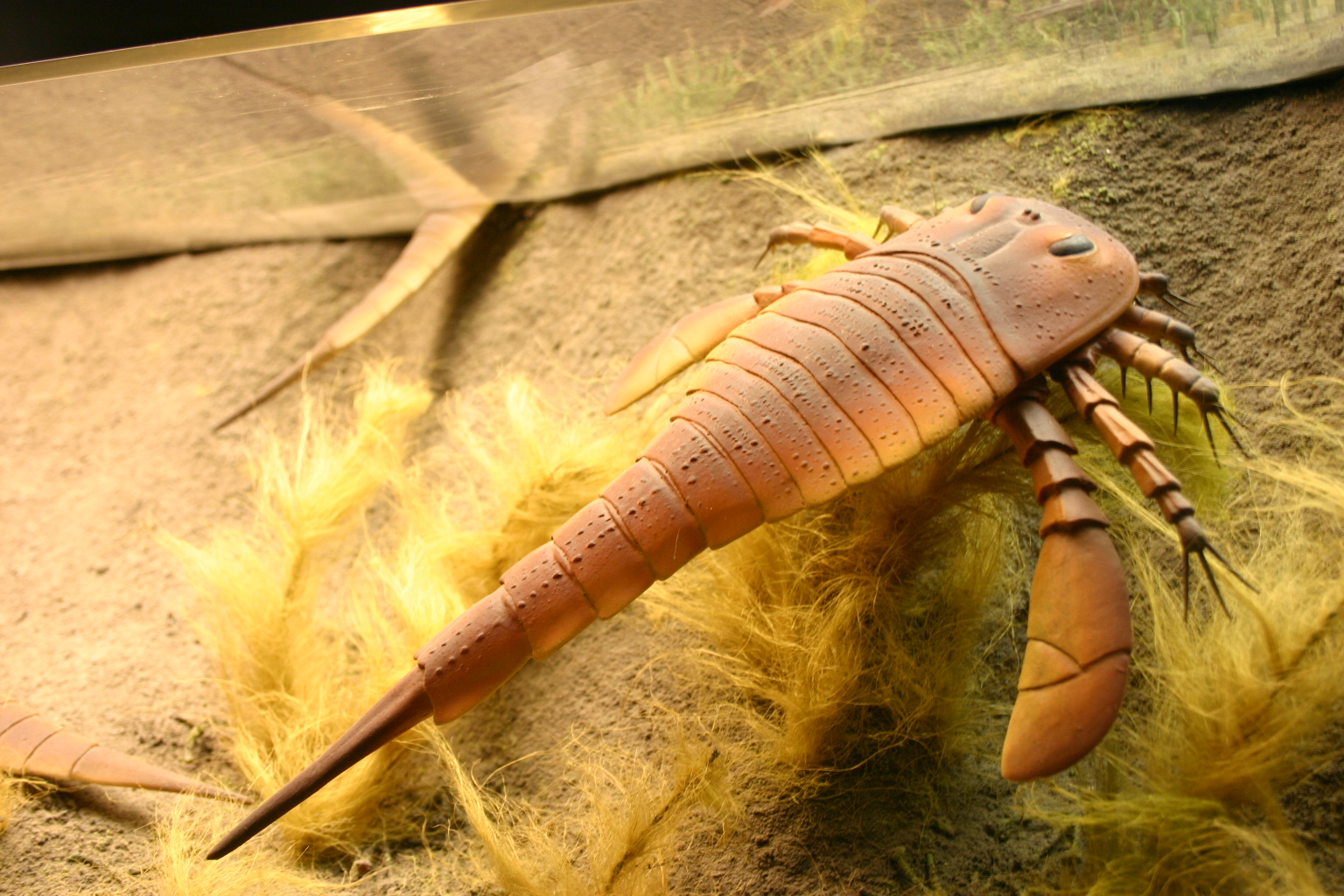
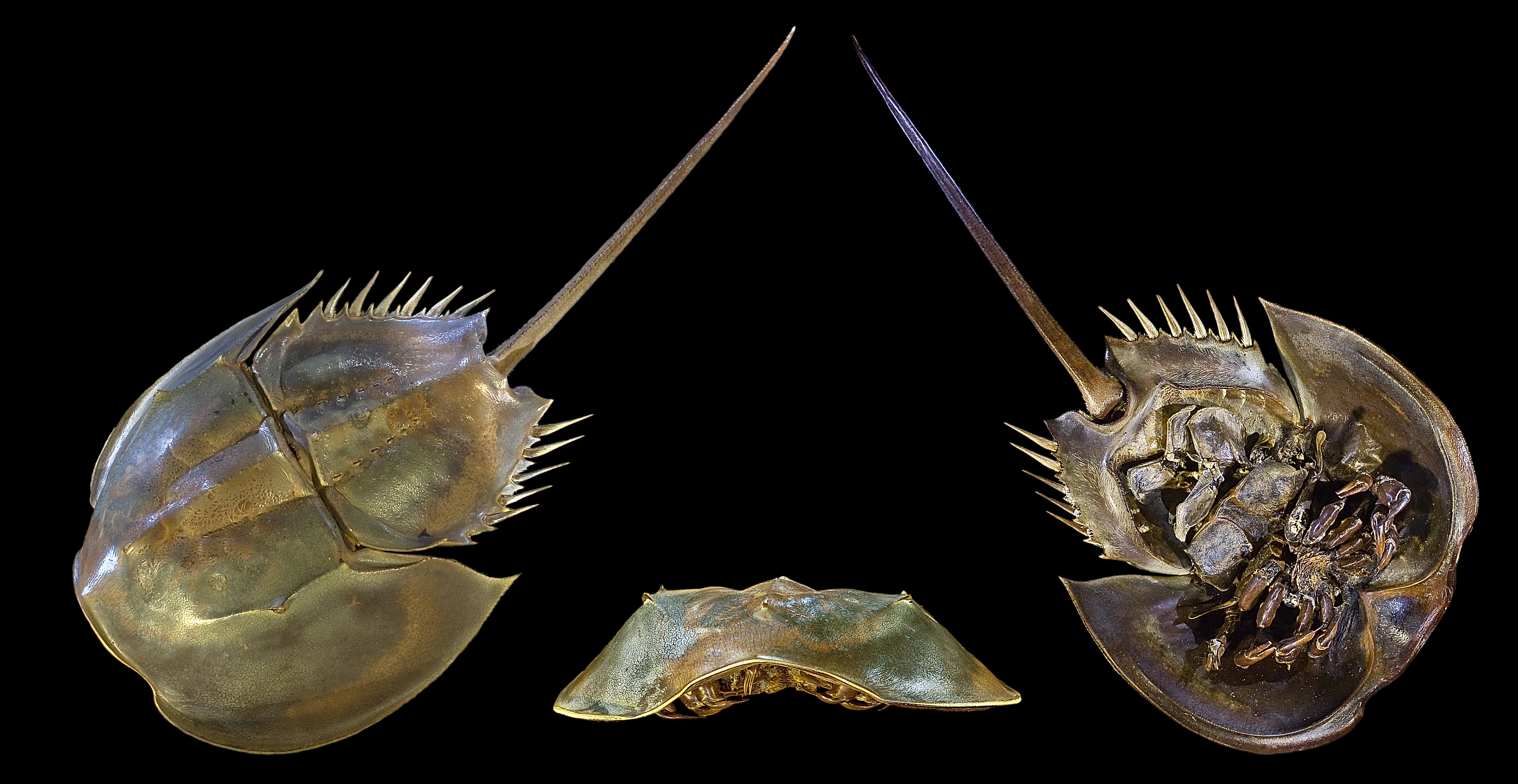
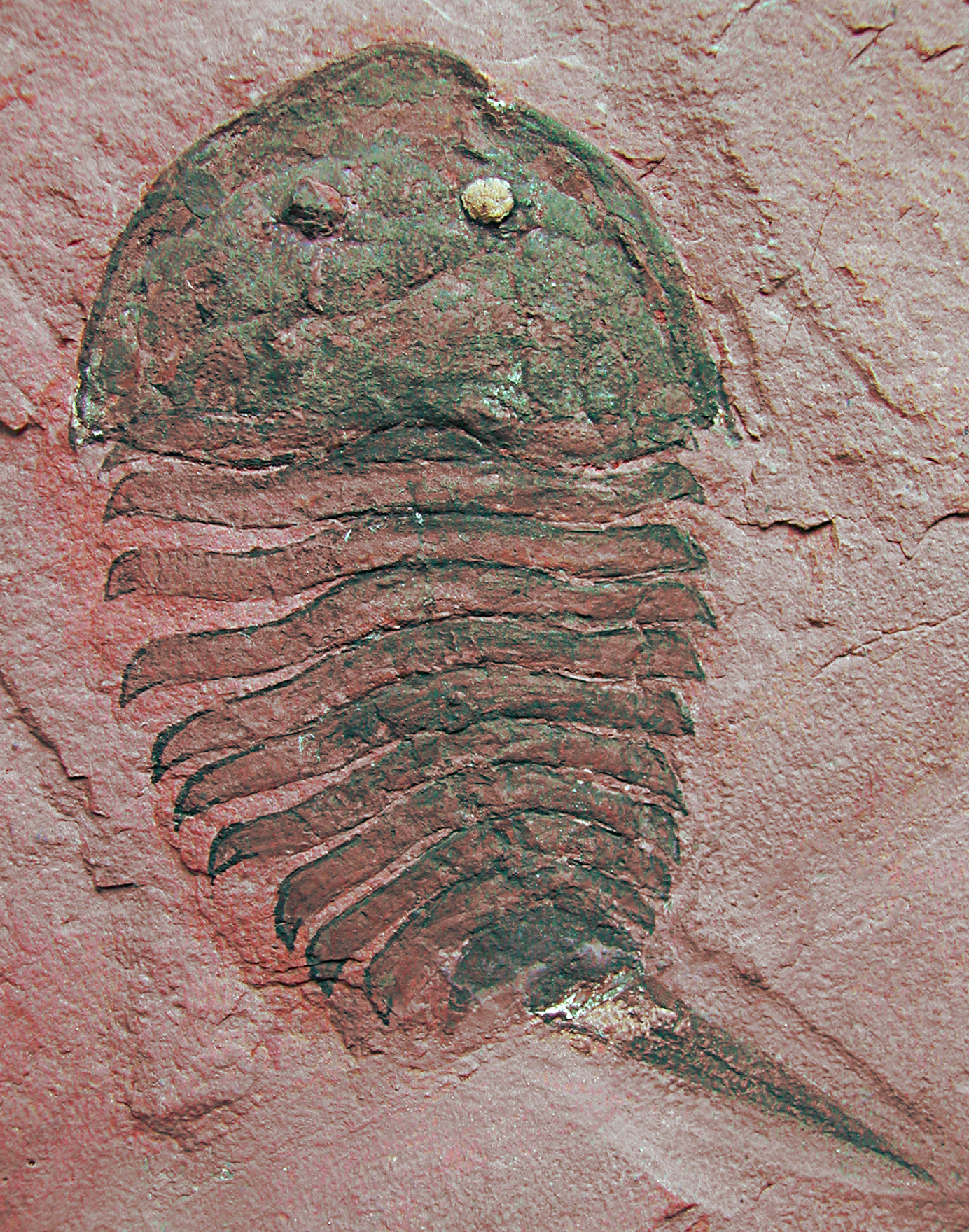